# 関谷保夫
関谷 保夫（せきや やすお、1947年12月14日 - ）は、日本の地方公務員。東京都副知事や、東京都人事委員長、東京臨海ホールディングス代表取締役社長、東京テレポートセンター代表取締役社長、東京メトロ代表取締役副社長、東京臨海高速鉄道代表取締役社長、日本自動車ターミナル代表取締役社長等を歴任した。

## 概要

### 略歴
東京都立青山高等学校、横浜国立大学経営学部卒業。1972年、東京都庁に入庁。東京都住宅局総務部長等を経て、2004年東京都都市整備局理事。同年東京都産業労働局長。2005年7月から石原慎太郎東京都知事の下、東京都副知事を務める（～2007年6月）。2007年7月、東京都人事委員会委員、東京臨海ホールディングス代表取締役社長及び東京テレポートセンター代表取締役社長に就任。翌2008年4月から東京地下鉄代表取締役副社長・社長補佐を務める（東京都副知事経験者にはしばしば東京地下鉄への天下りが見られる）。2009年、東京都人事委員長に就任した。2011年東京臨海高速鉄道代表取締役社長。2019年、瑞宝中綬章受章。

### 主な職歴
- 1971年4月 東京都庁入庁
- 1986年4月 東京都江戸川高等職業技術専門校庶務課長
- 1987年6月 東京都港湾局副主幹＜東京港埠頭公社派遣＞
- 1989年8月 教育庁副主幹
- 1991年4月 東京都財務局主計部予算第三課長
- 1993年7月 東京都総務局人事部調査課長（統括課長）
- 1995年6月 東京都立神経病院事務局長
- 1997年4月 東京都港湾局参事（団体調整担当）
- 1998年7月 東京都教育庁都立高校改革推進担当部長
- 1999年6月 東京都政策報道室計画部長
- 2001年7月 東京都住宅局総務部長
- 2002年7月 東京都住宅局理事＜東京都住宅供給公社派遣＞
- 2004年7月 東京都産業労働局長
- 2005年7月 東京都副知事（2007年6月まで）
- 2008年4月 東京地下鉄代表取締役副社長・社長補佐（総務部、広報部、財務部、管財部、情報システム部および日比谷線列車脱線衝突事故被害者ご相談室担当）
- 2009年11月 東京都人事委員長（2015年7月まで）
- 2011年9月 東京臨海高速鉄道代表取締役社長
- 2015年6月 日本自動車ターミナル代表取締役社長[3]